# Hyppa brunneicrista
Hyppa brunneicrista är en fjärilsart som beskrevs av Smith 1902. Hyppa brunneicrista ingår i släktet Hyppa och familjen nattflyn. Inga underarter finns listade i Catalogue of Life.